# Gunung Bale
Gunung Bale är ett berg i Indonesien.   Det ligger i provinsen Aceh, i den västra delen av landet, 1 700 km nordväst om huvudstaden Jakarta. Toppen på Gunung Bale är 1 267 meter över havet, eller 52 meter över den omgivande terrängen. Bredden vid basen är 0,50 km.
Terrängen runt Gunung Bale är lite bergig. Runt Gunung Bale är det ganska tätbefolkat, med 52 invånare per kvadratkilometer. I omgivningarna runt Gunung Bale växer i huvudsak städsegrön lövskog.